# Spargania angulifascia
Spargania angulifascia là một loài bướm đêm trong họ Geometridae.